# Yukarıyanıktaş, Çaldıran
Yukarıyanıktaş là một xã thuộc thành phố Çaldıran, tỉnh Van, Thổ Nhĩ Kỳ. Dân số thời điểm năm 2011 là 1.114 người.